# Isoetes tuerckheimii
Isoetes tuerckheimii är en kärlväxtart som beskrevs av Brause. Isoetes tuerckheimii ingår i släktet braxengräs, och familjen Isoetaceae. Inga underarter finns listade i Catalogue of Life.